# Victor D'Hondt
Victor Joseph Auguste D’Hondt (en néerlandais : [tɔnt]), né le 20 novembre 1841 à Gand et mort le 30 mai 1901 dans la même ville, est un juriste belge, professeur de droit à l'Université de Gand. Il était aussi mathématicien et membre du Parti catholique.

## Biographie
Le 10 août 1863, il obtient un diplôme de docteur en droit. Par la suite, il est greffier au tribunal de commerce de l'arrondissement de Gand de 1875 à 1885. 
En 1878, Victor D'Hondt conçoit une méthode, dite méthode D'Hondt pour allouer les sièges aux candidats des différents partis lors d'élections proportionnelles. Sa méthode a été adoptée dans de nombreux pays, dont l'Espagne, le Japon, les Pays-Bas, le Portugal, et la Serbie en 1890. Elle est également utilisée pour les élections des list members du parlement écossais, les 56 membres additionnels élus par un scrutin de listes dans chacune des huit régions électorales d'Écosse. En 1881, il fonde avec plusieurs autres personnalités belges la ligue pour la représentation proportionnelle. 
Il est ensuite nommé professeur de droit civil, de droit fiscal et notarial à l'Université de Gand. En 1886, il s'inscrit également comme avocat à la Cour d'appel de Gand. 

## Distinctions
- Officier de l'ordre de Léopold (Belgique).
- Croix civique de 1ère classe (Belgique).

## Publications
- La représentation proportionnelle des partis par un électeur, Gand, 1878.
- Système pratique et raisonné de représentation proportionnelle, Bruxelles, 1882
- Exposé du système pratique de représentation proportionnelle, Gand, 1885.
- Tables de division des nombres 1 à 400 par 1 à 31 et 401 à 1000 par 1 à 13 pour la répartition proportionnelle des sièges en matière électorale avec exposé de la méthode, Gand, 1900.